# Ingrid Delagrange
Ingrid Delagrange (28 juni 1958) is een Belgische voormalig atlete, die gespecialiseerd was in de lange afstand en het veldlopen. Zij nam eenmaal deel aan de Europese kampioenschappen en veroverde twee Belgische titels.

## Biografie

### Baan
Delagrange nam in 1986 op de 3000 m deel aan de Europese kampioenschappen in Stuttgart. Ze werd uitgeschakeld in de reeksen. Begin 1987 veroverde ze op dit nummer haar eerste Belgische indoortitel en nam ze zowel deel aan de Europese als wereldindoorkampioenschappen. Op de EK indoor werd ze zesde in 9.11,38, een Belgisch record. Op de WK indoor behaalde ze een negende plaats.
Na enkele ereplaatsen veroverde Delagrange in 1991 haar eerste Belgische outdoortitel op de 3000 m.
Samen met haar clubgenotes van Hermes Club Oostende, Griet Van Massenhove, Linda Milo en Regine Berg is ze sinds 1986 Belgisch recordhoudster op de 4 x 800 m.

### Veldlopen
Delagrange won in het veldlopen viermaal de Cross Cup, het belangrijkste regelmatigheidscriterium in het Belgische veldlopen. Op het Belgische kampioenschap wist ze enkele medailles te behalen, maar ze werd nooit Belgisch kampioene. Ze nam ook viermaal deel aan de wereldkampioenschappen veldlopen. Haar beste resultaat was een vijftigste plaats.

### Blessure
In 1994 viel ze uit met een blessure aan de achillespees. De operaties en de revalidatie duurden meer dan twee jaar. Nadien behaalde ze geen belangrijke uitslagen meer.
Delagrange is momenteel bediende bij de stad Menen.

### Clubs
Delagrange was aangesloten bij Kortrijk Sport, Hermes Club Oostende, AV Toekomst en ten slotte bij Belgian Road Runners Club (BRRC).

## Belgische kampioenschappen
| Onderdeel     | Jaar |
| ------------- | ---- |
| 3000 m        | 1991 |
| 3000 m indoor | 1987 |

## Persoonlijke records
| Onderdeel        | Prestatie | Datum            | Plaats |
| ---------------- | --------- | ---------------- | ------ |
| 3000 m (outdoor) | 8.57,91   | 9 juni 1992      | Rome   |
| 3000 m (indoor)  | 9.11,38   | 22 februari 1987 | Liévin |

## Palmares

### 3000 m
- 1986: 11e in reeks EK in Stuttgart – 9.15,37
- 1987:  BK indoor AC – 9.12,69
- 1987: 6e EK indoor in Liévin – 9.11,38 (NR)
- 1987: 9e WK indoor in Indianapolis – 9.19,45
- 1989:  BK AC – 9.18,38
- 1991:  BK AC – 9.09,99

### 10.000 m
- 1990:  BK AC – 33.58,16

### 6 km
- 1986:  Corrida van Houilles - 20.55

### halve marathon
- 1986:  halve marathon van Lille (Rijsel) - 1:19.07

### veldlopen
- 1986:  BK AC in Sint-Lambrechts-Woluwe
- 1986: 65e WK in Neuchatel
- 1987:  Cross Cup
- 1988:  BK AC in Oostende
- 1988: 50e WK in Auckland
- 1990:  Cross Cup
- 1990: 1 European Community Cross Cup
- 1991: 79e WK in Antwerpen
- 1993:  Cross Cup
- 1993:  BK AC in Mechelen
- 1993: DNF WK in Amorebieta
- 1994:  Cross Cup